# Etting
Etting é uma comuna francesa na região administrativa de Grande Leste, no departamento de Mosela. Estende-se por uma área de 7,06 km². Em 2010 a comuna tinha 750 habitantes (densidade: 106,2 hab./km²).